# Rivel
Rivel is een gemeente in het Franse departement Aude in de regio Occitanie en telt 212 inwoners (2004). De plaats maakt deel uit van het arrondissement Limoux.

## Geografie
De oppervlakte van Rivel bedraagt 23,3 km², de bevolkingsdichtheid is 9,1 inwoners per km².

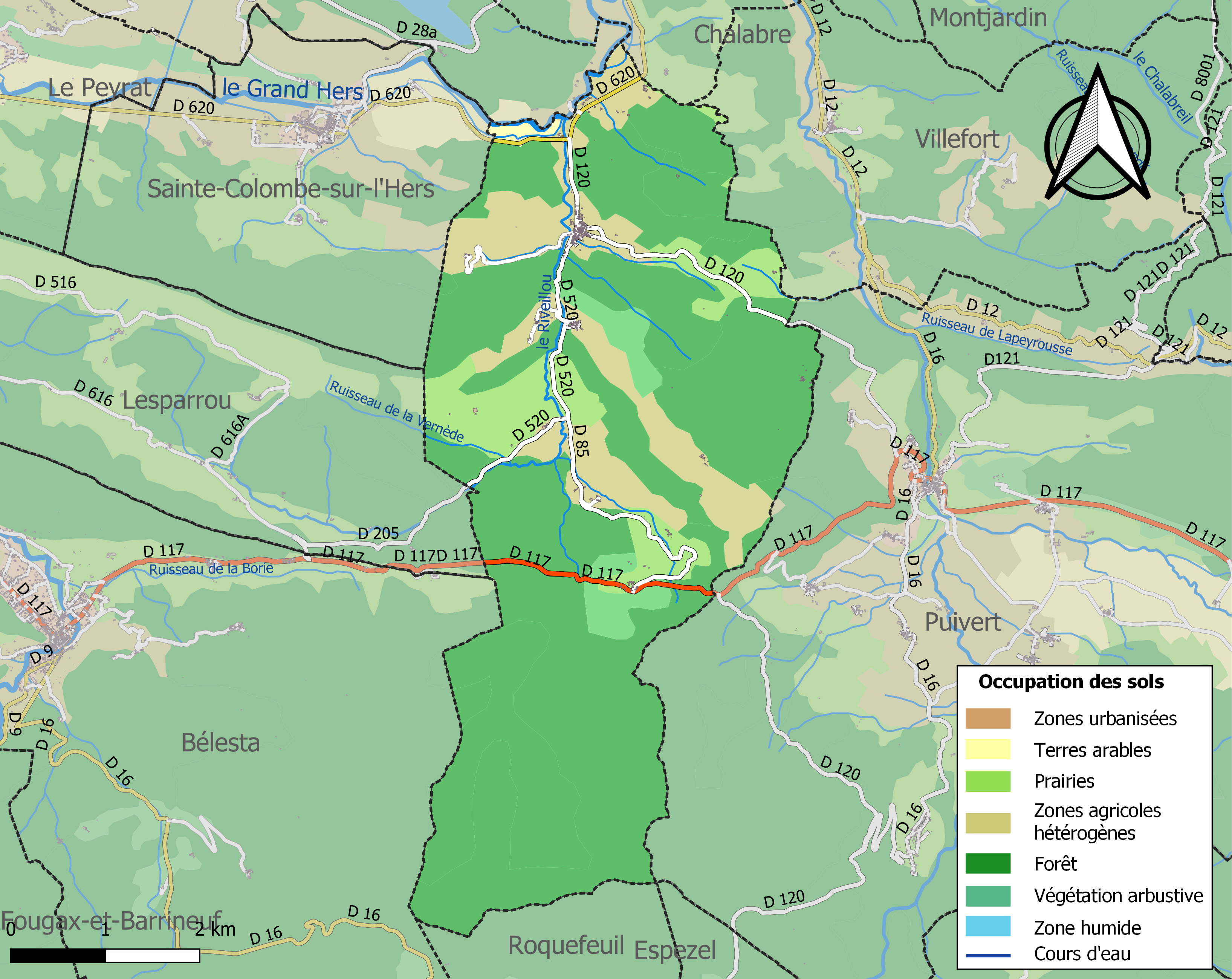
Kaart van de gemeente met de belangrijkste infrastructuur, bodemgebruik en omliggende gemeenten

## Demografie
Onderstaande figuur toont het verloop van het inwonertal (bron: INSEE-tellingen).

Vanwege een beveiligingsprobleem met de MediaWiki Graph-software is het momenteel niet mogelijk deze grafiek weer te geven. Zodra de software is bijgewerkt zal de grafiek vanzelf weer zichtbaar worden.